# Living with Michael Jackson
《Living with Michael Jackson》（或译作：迈克尔·杰克逊大追踪）是一个电视电影，英国记者马丁·巴希尔带领的纪录片剧组从2002年5月开始到2003年1月跟随着迈克尔·杰克逊，并在他身边拍摄。节目于2003年3月播出。但将杰克逊描绘成一位异常的、有损形象的歌手。在柏林时将孩子“悬挂甩当事件”期间剧组就跟随者杰克逊。